# Монфорт (Висконсин)
Монфорт (енгл. Montfort) град је у америчкој савезној држави Висконсин.

## Демографија
По попису из 2010. године број становника је 718, што је 55 (8,3%) становника више него 2000. године.
| Група             | 2000.       | 2010.       |
| Белци             | 658 (99,2%) | 703 (97,9%) |
| Афроамериканци    | 1 (0,2%)    | 6 (0,8%)    |
| Азијати           | 0 (0,0%)    | 0 (0,0%)    |
| Хиспаноамериканци | 0 (0,0%)    | 9 (1,3%)    |
| Укупно            | 663         | 718         |